# Cameron Dallas
Cameron Alexander "Cam" Dallas, född 8 september 1994 i Los Angeles, USA, är en amerikansk mediepersonlighet, skådespelare och musiker. Dallas blev känd genom videodelningsappen Vine. Han har därefter medverkat i filmer som Expelled och The Outfield. 
Den 20 april 2015 släpptes Dallas debutsingel "She Bad". Därefter har Dallas även medverkat i Daniel Skyes låt "All I Want".

## Karriär
Dallas började år 2012 att publicera videos på videodelningsappen Vine, där han snabbt blev populär. 2014 hade Dallas 8,1 miljoner följare, vilket gjorde honom till den 11:e mest följda profilen på appen. Kort efter Dallas framväxt på Vine anslöt han sig till den amerikanska underhållningsturnén Magcon (Meet And Greet Convention) tillsammans med andra Vine-personligheter som till exempel Aaron Carpenter, Shawn Mendes och Nash Grier. Gruppen turnerade genom flera amerikanska städer under 2014, den 17 april tog de sedan tog en paus. Magcon återförenades sedan 2016 för en turné genom Europa och Australien.
Den 27 december 2016 hade Dallas serie "Chasing Cameron" premiär på Netflix. Serien kretsar kring Cameron och hans liv som mediepersonlighet.